# Ichneumon fuscicornis
Ichneumon fuscicornis är en stekelart som beskrevs av Gmelin 1790. Ichneumon fuscicornis ingår i släktet Ichneumon och familjen brokparasitsteklar. Inga underarter finns listade i Catalogue of Life.